# Hiketabe no Akaiko
Hiketabe no Akaiko (引田部赤猪子 (Dẫn Điền Bộ Xích Trư Tử)) là một nhân vật xuất hiện trong Kojiki, cuốn biên niên sử của Nhật Bản đầu thời kỳ Nara.

## Tiểu sử
Akaiko xuất hiện như là nhân vật chính trong một truyền thuyết về triều đại của Thiên hoàng Yūryaku được kể lại trong Kojiki. Cô được miêu tả là thành viên của gia tộc Hiketabe (引田部, Dẫn Điền Bộ). Khi còn trẻ, cô được Thiên hoàng Yūryaku chú ý bên bờ sông Miwa (三輪川Miwa-gawa) xứ Yamato. Về sau, cô vẫn còn là một trinh nữ khi chờ tám mươi năm để Thiên hoàng lấy cô làm tình nhân.
Theo lời kể của Kojiki, lúc lớn tuổi già yếu, Akaiko có dịp gặp lại Thiên hoàng và hai bên trao đổi thơ ca với nhau một cách tình tứ. Chúng bao gồm bốn trong số thể thơ gọi là shitsu-uta (志都歌, Chí Đô ca còn đọc là shizu-uta).

## Tác phẩm được trích dẫn
- Kanai, Seiichi (1986). "Akaiko". Trong Inukai, Kiyoshi; Inoue, Muneo; Ōkubo, Tadashi; Ono, Hiroshi; Tanaka, Yutaka; Hashimoto, Fumio; Fujihira, Haruo (biên tập). Waka Daijiten (bằng tiếng Nhật). Tokyo: Meiji Shoin. tr. 2. ISBN 4-625-40029-5.
- Toya, Takaaki (1986). "Shizu-uta (Shitsu-uta)". Trong Inukai, Kiyoshi; Inoue, Muneo; Ōkubo, Tadashi; Ono, Hiroshi; Tanaka, Yutaka; Hashimoto, Fumio; Fujihira, Haruo (biên tập). Waka Daijiten (bằng tiếng Nhật). Tokyo: Meiji Shoin. tr. 2. ISBN 4-625-40029-5.